# Raionul Iavoriv (pre-2020), Liov
Iavoriv (în ucraineană Яворівський район, transliterat: Iavorivskîi raion) este un raion în regiunea Liov, Ucraina. Reședința sa este orașul Iavoriv.

## Demografie
Componența lingvistică a raionului Iavoriv
     Ucraineană (98,86%)
     Alte limbi (1,08%)
Conform recensământului din 2001, majoritatea populației raionului Iavoriv era vorbitoare de ucraineană (98,86%), existând în minoritate și vorbitori de alte limbi.